# Igor Vlagyimirovics Kornyejev
Igor Vlagyimirovics Kornyejev (oroszul: Игорь Владимирович Корнеев; Moszkva, 1967. szeptember 4. –) orosz labdarúgóedző, korábban szovjet és orosz válogatott labdarúgó.

## Pályafutása

### Klubcsapatban
Moszkvában született. Pályafutását a CSZKA Moszkvában kezdte, ahol 1985 és 1991 között játszott. 1991-ben Spanyolországba szerződött az RCD Espanyol csapatához, melynek színeiben három évig játszott. 1994-ben a Barcelona igazolta le. Tagja volt a B és az első csapat keretének is. A katalánoknál egy évet töltött és 1995-ben Hollandiába szerződött. Pályafutása hátralvő részében már csak holland csapatokban szerepelt. 1995 és 1997 között az Heerenveen, 1997 és 2002 között a Feyenoord, míg 2002 és 2003 között a NAC Breda játékosa volt. 

### A válogatottban
1991-ben 5 alkalommal szerepelt a szovjet válogatottban és 3 gólt szerzett. 1992-ben 1 mérkőzésen lépett pályára a FÁK válogatottjában és részt vett az 1992-es Európa-bajnokságon. 1993 és 1994 között 8 alkalommal játszott az orosz válogatottban és részt vett az 1994-es világbajnokságon.

## Sikerei, díjai
CSZKA Moszkva
- Szovjet bajnok (1): 1991
- Szovjet kupa (1): 1990–91

Feyenoord
- Holland bajnok (1): 1998–99
- UEFA-kupa (1): 2001–02